# Верхние Малюганы
 Верхние Малюганы  — деревня в Кирово-Чепецком районе Кировской области в составе Просницкого сельского поселения.

## География
Расположена на расстоянии примерно 10 км по прямой на юго-восток от железнодорожного переезда через узкоколейную линию до Каринторфа на юго-восточной окраине города Кирово-Чепецк.

## История
Известна с 1873 года как деревня Слудская (Малюганы), где дворов 2 и жителей 28, в 1905 году 8 и 42, в 1926 (Малюганы или Слудская) 8 и 39, в 1950 (Малюганы I) 8 и 40, в 1989 нет постоянных жителей. Настоящее название утвердилось с 1978 года.

## Население
Постоянное население составляло 0 человек в 2002 году, 3 в 2010.